# María Martín Escudero
María Martín Escudero (Portugalete) es una bailarina de danza clásica, Premio Nacional de Danza y Educación al rendimiento académico del alumnado en 2013, que forma parte del cuerpo de baile del Ballet Nacional de España desde 2016.

## Biografía
Comenzó sus estudios en danza clásica en el Estudio Aikoa de Santurtzi (Bizkaia). Realizó estudios de Danza Clásica en el Conservatorio Superior de Música y Danza de San Sebastián (1993-2002). Continuó su formación de danza contemporánea en Bilbao con Bego Krego, Matxalen Bilbao y Blanca Arrieta entre otras; Londres, Nueva York y Luxemburgo entre otras ciudades.
Becada por el M.E.C. en 2004, continuó su formación en Bruselas (Bélgica) con Iñaki Azpillaga, Joanne Leighton, Jason Beechey , Germán Jáuregui, Marielle Morales entre otros.
Trabajó como bailarina para las compañías Mala Hierba (Bruselas), La Dinámika (Bilbao) con “Tira del hilo” y “Animaliak”, Cía. Matxalen Bilbao con “Haiku”, Cía. Organik Danza-Teatro con “Malditas” e “In corpore sano”. Con Cía. Krego-Martin Danza en el Festival BAD 2011 en “Así y restar”. Colaboraciones en “Bilbao-Bilbao” (2010), Cía. Ester Forment (Barcelona) entre otros. Además ha participado como coreógrafa y bailarina en el Certamen Coreográfico de Maspalomas (V y X edición) y en el Certamen Coreográfico de Madrid.
En el año 2011 cofundó, junto con Bego Krego, la compañía Krego-Martin Danza. En marzo de 2013 estrenaron el espectáculo de danza familiar “Spaceko Zarama”, subvencionada por el Gobierno Vasco.
Finalizó sus estudios en Danza Española en el Real Conservatorio Profesional de Mariemma, obteniendo Mención de Honor. Amplía su formación en la especialidad de coreografía e interpretación, en el conservatorio María de Ávila en Madrid.
Comenzó su carrera como bailarina profesional en la Compañía de Aída Gómez, en los espectáculos de Almas, Permíteme Bailarte y Carmen. Continuó en la Compañía Ibérica Danza, Compañía Sangre y Raza y la Compañía de Paloma Gómez. Además de interpretar coreografías creadas por coreógrafos como Antonio Pérez, Carlos Vilán, Dani Doña, José Antonio, Manuel Díaz, y  Manuel Liñán.
En septiembre de 2016, se incorporó al Cuerpo de Baile del Ballet Nacional de España, bajo la dirección artística de Antonio Najarro.

## Premios y reconocimientos
- Premio Nacional de Danza y Educación al rendimiento académico del alumnado. Enseñanzas artísticas profesionales, en la modalidad de Danza en 2013.[5]
- Primer premio del IX Maratón de Danza de Madrid.[5]
- Invitada en el VI Certamen Internacional de Danza y Artes Escénicas, ADEA en Alcobendas, Madrid.[5]